# Retiro (Chile)
Retiro es un pueblo y una comuna de Chile, perteneciente a la provincia de Linares, Región del Maule, en la zona central de Chile. Se ubica a 331 km al sur de Santiago, a 27 km al sur de Linares (la capital provincial), y a 15 km al norte de Parral.  Limita al norte con San Javier y Longaví, al sur con Parral, al oeste con Cauquenes y al este con Longaví. Tiene 827 km². En la actualidad toma una posición equidistante entre dos capitales regionales vecinas, Talca y Chillán
Integra junto con las comunas de Cauquenes, Chanco, Longaví, Parral y Huacarneco el Distrito Electoral N.º 18 (diputados), y pertenece a la 9.ª Circunscripción Senatorial (Talca).

## Historia

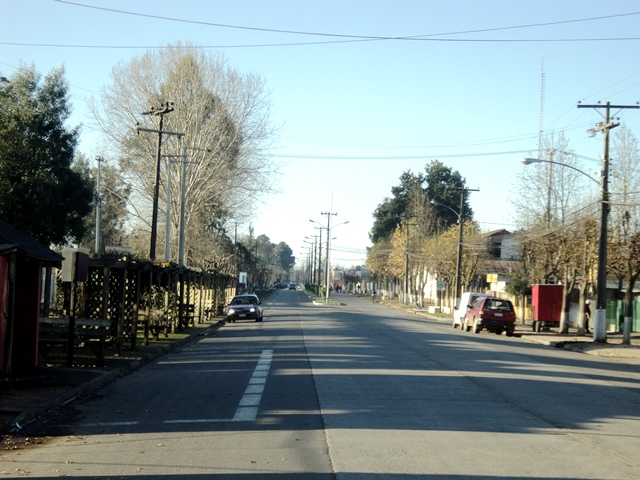
Avenida Errázuriz, principal vía de la ciudad de Retiro.

Durante la época colonial, la actual comuna era la parte meridional de la denominada "Isla del Maule", por estar rodeada de las aguas de los ríos Perquilauquén, Loncomilla y Maule y, asimismo, por las aguas de las cumbres andinas.
Hasta las primeras décadas de la República, dependía administrativamente de Concepción y, en menor medida, de la ciudad de Chillán. A través de la estación de ferrocarriles de la entonces localidad de Rinconada de Parral, se iniciaba el camino rural hacia la Hacienda de Calivoro, cuyos propietarios (Macacko) eran penquistas. En 1874 la localidad inaugura la estación Retiro.
La municipalidad fue fundada oficialmente el 22 de diciembre de 1891, con el nombre de Municipalidad de Rinconada de Parral, y administraba las subdelegaciones: 4.a, Curipeumo; 5.a, San José, 6.a, San Nicolás; y 7.a, Rinconada, del Departamento de Parral. El Presidente Ramón Barros Luco tenía su casa de descanso en esa zona. Por ello, Retiro era visitado frecuentemente por conocidos políticos de la época, los que contribuían a la toma de decisiones para la marcha del país, razón por la cual, a la propiedad de Don Ramón Barros Luco, se le denominaba "La Moneda Chica". Esta singularidad hizo que el pueblo contase tempranamente con servicio telefónico. 
El nombre de "Retiro" le fue otorgado al pueblo y a la comuna, justamente por ser el lugar de retiro - de descanso - del Presidente Barros Luco.

## Medio ambiente

### Geomorfología y componentes abióticos

Trazado simplificado de los ecosistemas y cuerpos de agua presentes en la comuna de Retiro.

La comuna de Retiro se encuentra emplazada en las unidades geomorfológicas de Llano central fluvio-glacio-volcanico y Precordillera; y presenta según la clasificación climática de Köppen clima mediterráneo de lluvia invernal (Csb). Esta además se halla en la cuenca hidrográfica de río Maule. Además, la comuna posee diversos cuerpos de agua, entre los que se destacan el río Longaví y río Perquilauquen.

### Componentes bióticos
Dentro del territorio de la comuna se pueden hallar los siguientes ecosistemas:
- Bosque esclerófilo mediterráneo andino donde predominan Lithrea caustica y Lomatia hirsuta (Vulnerable)
- Bosque esclerófilo mediterráneo interior donde predominan Lithrea caustica y Peumus boldus (En peligro)
- Bosque espinoso mediterráneo interior donde predominan Acacia caven y Lithrea caustica (En peligro)

### Medidas de protección ambiental y conflictos socioambientales
Hasta 2022, la comuna de Retiro no cuenta con áreas territoriales destinadas a la protección ambiental.

## Demografía

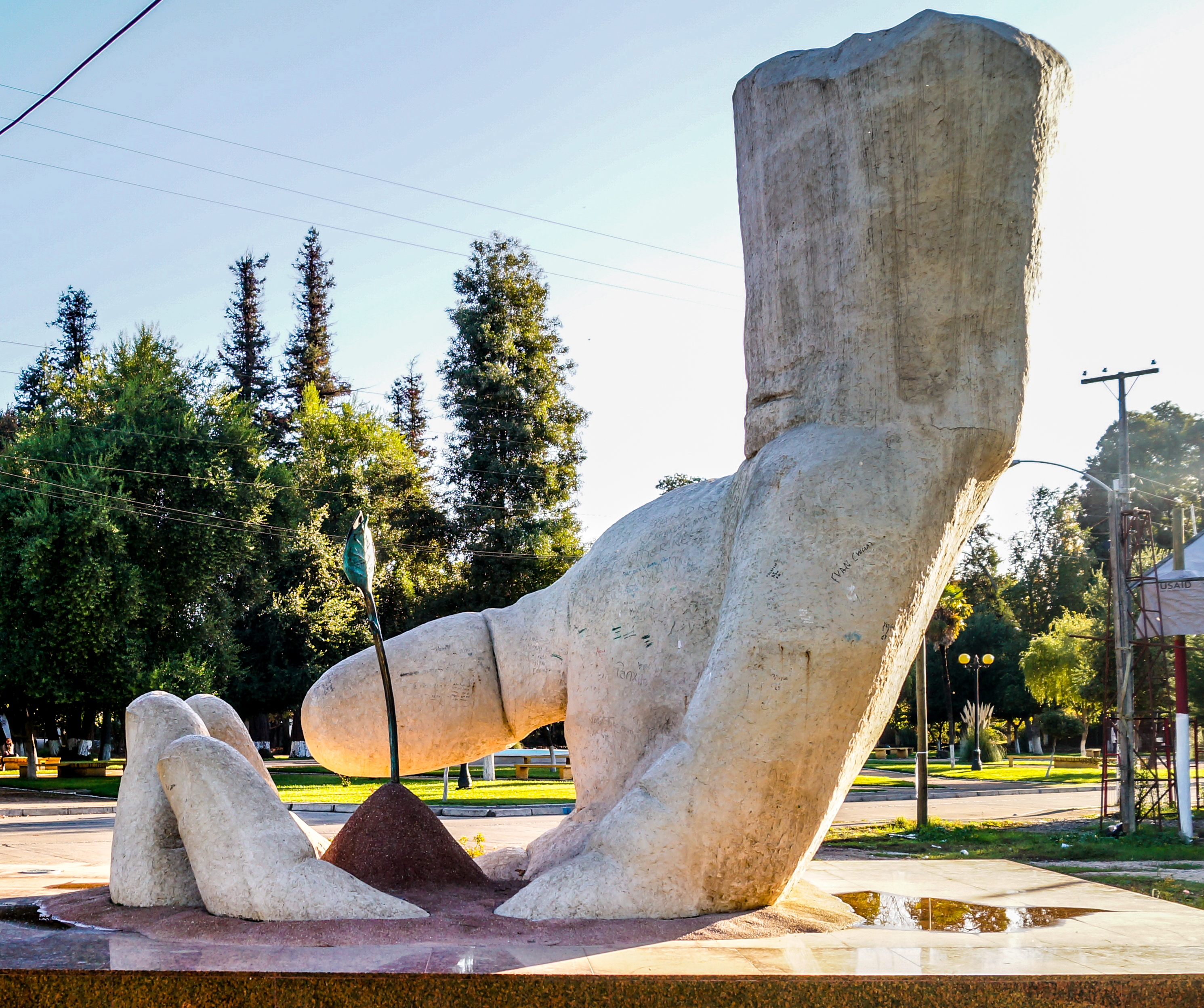
Escultura de Graciela Albridi, proyecto Tril Bicentenario, ubicada en la Plaza de Armas de Retiro

La comuna de Retiro abarca una superficie de 827,1 km² y posee una población de 18 487 habitantes (censo de 2002), correspondientes a un 1,85% de la población total de la región y una densidad de 22,35 hab/km². Del total de la población, 9036 son mujeres (18%) y 9451 son hombres (18,83%). Un 74.5% (13 779 habs.) corresponde a población rural, y un 25.5%  (4708 habs.) corresponde a población urbana.
El pueblo de Retiro, la cabecera comunal, tiene alrededor de 3300 habitantes, en tanto que el pueblo de Copihue, que lo sigue en población, tiene cerca de 1300 y la aldea de Villaseca, algo más de 300. Otros lugares de la comuna son: El Ajial, Los Cuarteles (parte), Quillaimo, Romeral, Camelias y Santa Isabel. Entre 1992 y 2002 la población comunal descendió en un 6,2%, lo que en términos absolutos corresponde a alrededor de 1200 personas. En el mismo lapso, la población de la cabecera comunal creció solamente en 70 habitantes.

## Administración

### Municipalidad

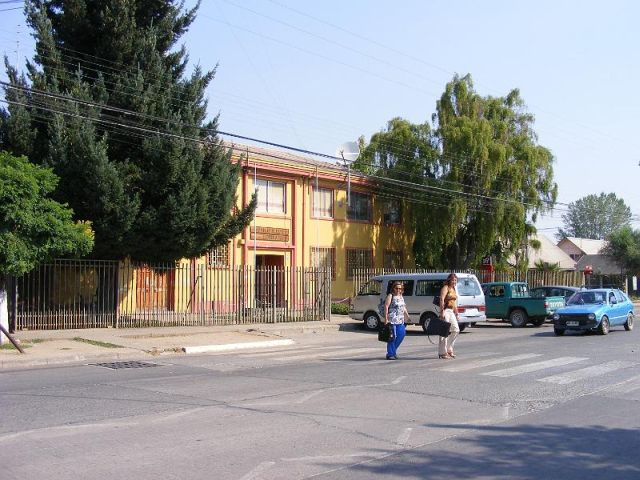
Edificio Consistorial de la Ilustre Municipalidad de Retiro.

La Municipalidad de Retiro para el periodo 2024-2028 es dirigida por el alcalde Rafael Ramírez Parra (Renovación Nacional - Chile Vamos) y el concejo municipal conformado por los concejales:
- Francisco Javier Leiva Guzmán
- José Aravena Jara
- Benjamín Pacheco Caro
- Magaly Elvira Moya Vallejos
- Cristian Andrés Ramos Ramos
- Gonzalo Emilio Espinoza Parada

### Representación parlamentaria
Retiro forma parte de la Circunscripción Senatorial IX y del Distrito Electoral 18. Es representada en la Cámara de Diputados del Congreso Nacional por los siguientes diputados:
- Gustavo Benavente Vergara (Unión Demócrata Independiente)
- Paula Labra Besserer (IND - RN)
- Jaime Naranjo Ortiz (Partido Socialista de Chile)
- Consuelo De Los Ángeles Veloso Ávila (Revolución Democrática)

En el Senado, la representan:
- Paulina Vodanovic Rojas (PS)
- Juan Antonio Coloma Correa (UDI)
- Juan Castro Prieto (IND - RN)
- Ximena Rincón González (PDC)
- Rodrigo Galilea Vial (RN)

## Economía
En 2018, la cantidad de empresas registradas en Retiro fue de 267. El Índice de Complejidad Económica (ECI) en el mismo año fue de -0,37, mientras que las actividades económicas con mayor índice de Ventaja Comparativa Revelada (RCA) fueron Cultivo de Fibras Vegetales Industriales (10087,88), Cultivo de Especias (2084,27) y Cultivo de Arroz (1363,64).